# Frontera entre Hondures i Jamaica
La frontera entre Hondures i Jamaica és totalment marítima que separa Hondures de l'illa de Jamaica i es troba al Mar Carib. Connecta el trifini de Jamaica amb Hondures i les Illes Cayman amb el trifini entre Hondures, Colòmbia i Jamaica al nivell del banc de Serranilla. Aquest últim també és a prop de la frontera marítima entre Hondures i Nicaragua.
El tractat encara no està formalitzat encara que ja han tingut lloc reunions bilaterals a l'abril de 2013.